# Джанлука Бацціка
Джанлука Бацціка (італ. Gianluca Bazzica; нар. 2 листопада 1975) — колишній італійський тенісист.
Найвищу одиночну позицію світового рейтингу — 595 місце досяг 25 червня 2001, парну — 176 місце — 4 жовтня 2004 року.

## Фінали ATP Челленджер/ITF Ф'ючерс

### Парний розряд: 11 (3–8)
| Легенда              |
| -------------------- |
| ATP Челленджер (0–4) |
| ITF Ф'ючерс (3–4)    |

| Результат | В-П | Дата     | Турнір                         | Рівень     | Покриття | Партнер             | Суперники                           | Рахунок          |
| --------- | --- | -------- | ------------------------------ | ---------- | -------- | ------------------- | ----------------------------------- | ---------------- |
| Поразка   | 0–1 | Тра 2001 | Італія F1, Торторето           | Ф'ючерс    | Ґрунт    | Алессандро Да Коль  | Дієґо Альварес Науель Фракассі      | 2–6, 3–6         |
| Поразка   | 0–2 | Лип 2001 | Італія F9, Ріміні              | Ф'ючерс    | Ґрунт    | Фабіо Коланджело    | Франческо Альді Стефано Моччі       | 6–2, 3–6, 6–7(4) |
| Перемога  | 1–2 | Сер 2001 | Італія F10, Єзі                | Ф'ючерс    | Ґрунт    | Фабіо Коланджело    | Адр'ян Кручат Стефано Моччі         | 6–7(2), 7–5, 6–2 |
| Поразка   | 1–3 | Кві 2002 | Японія F3, Takamori            | Ф'ючерс    | Килим    | Ріккардо Капаннеллі | Ясуо Міядзакі Хіроясу Сато          | 3–6, 2–6         |
| Поразка   | 1–4 | Вер 2002 | Ямайка F15, Трелоні            | Ф'ючерс    | Тверде   | Кайл Кліґерман      | Тревіс Перротт Франсіско Родрігес   | 4–6, 2–6         |
| Перемога  | 2–4 | Жов 2002 | Куба F1, Гавана                | Ф'ючерс    | Тверде   | Майкл Сісек         | Душан Кароль Ярослав Поспішил       | 7–6(6), 7–5      |
| Перемога  | 3–4 | Тра 2003 | Італія F8, Верона              | Ф'ючерс    | Ґрунт    | Філіпп Мухометов    | Алессандро Да Коль Крістіан Персіко | 6–4, 7–6(5)      |
| Поразка   | 0–1 | Гру 2003 | Ischgl Challenger, Ішгль       | Челленджер | Килим    | Массімо Делл'Аква   | Юліан Ноул Александер Пея           | 2–6, 3–6         |
| Поразка   | 0–2 | Чер 2004 | Sassuolo Challenger, Сассуоло  | Челленджер | Ґрунт    | Пауль Капдевіль     | Енцо Артоні Ігнасіо Гонсалес Кінґ   | 6–3, 4–6, 1–6    |
| Поразка   | 0–3 | Лис 2004 | Helsinki Challenger, Гельсінкі | Челленджер | Тверде   | Массімо Делл'Аква   | Роберт Ліндстедт Лу Єнь-Сюнь        | 2–6, 2–6         |
| Поразка   | 0–4 | Гру 2004 | Ischgl Challenger, Ішгль       | Челленджер | Килим    | Массімо Делл'Аква   | Леонардо Аццаро Крістофер Кас       | 5–7, 3–6         |